# Expeditie Robinson 2002
Expeditie Robinson 2002 (en castellano, Expedición Robinson) fue un reality show de supervivencia extrema, esta es la 3.ra temporada del reality show belga-holandés Expeditie Robinson, transmitido por NET 5 y VT4. Fue conducido por Ernst-Paul Hasselbach y Roos Van Acker, se estrenó el 15 de septiembre de 2002 y finalizó el 18 de diciembre de 2002. Esta temporada fue grabado en Malasia, específicamente en el estado de Johor y contó con 16 participantes. El holandés Derek Blok es quien ganó esta temporada.
Esta tercera temporada contó con 16 participantes divididos en 2 tribus; la primera es la tribu Mensirip representada por el color rojo y la segunda es Uma representada por el color verde. Esta temporada duró 46 días.

## Innovaciones
- Batalla de los sexos: Por primera vez, los participantes son divididos en tribus dependiendo del sexo (Hombre o Mujer).
- Tribu Mezclada: Después de 8 días de competencia de los sexos, las 2 tribus se conforman de nuevo durante la fase tribal, pero esta vez sin importar el sexo.

## Equipo del Programa
- Presentadores: 
  - Ernst-Paul Hasselbach, lidera las competencias por equipos.
  - Roos Van Acker, lidera los consejos de eliminación.

## Participantes
| Participante                     | Edad | Tribu Original | Tribu Mezclada                            | Tribu Definitiva                          | Resultado Final                            | Estadía |
| -------------------------------- | ---- | -------------- | ----------------------------------------- | ----------------------------------------- | ------------------------------------------ | ------- |
| Derek Blok Cantante y actor.     | 41   | Mensirip       | Mensirip                                  | Kador                                     | Ganador de Expeditie Robinson 2002         | 46 días |
| Olivier Glorieux Desempleado.    | 28   | Mensirip       | Mensirip                                  | Kador                                     | 2.° lugar de Expeditie Robinson 2002       | 46 días |
| Kristina Arquin Azafata.         | 27   | Uma            | Mensirip                                  | Kador                                     | 14.ta Eliminada de Expeditie Robinson 2002 | 46 días |
| Loes Vincke Enfermera.           | 34   | Uma            | Mensirip                                  | Kador                                     | 13.ra Eliminada de Expeditie Robinson 2002 | 42 días |
| Luc Smeets Director.             | 40   | Mensirip       | Mensirip                                  | Kador                                     | 12.do Eliminado de Expeditie Robinson 2002 | 38 días |
| Deborah Hattem Azafata.          | 23   | Uma            | Uma                                       | Kador                                     | 11.ra Eliminada de Expeditie Robinson 2002 | 35 días |
| Lydia Guiso Estudiante.          | 19   | Uma            | Uma                                       | Kador                                     | 10.ma Eliminada de Expeditie Robinson 2002 | 30 días |
| Jakobien Huisman Periodista.     | 31   | Uma            | Uma                                       | Kador                                     | 9.na Eliminada de Expeditie Robinson 2002  | 27 días |
| Mark Meester Gerente de cuentas. | 32   | Mensirip       | Uma                                       | Kador                                     | 8.vo Eliminado de Expeditie Robinson 2002  | 24 días |
| Nolleke Bekkering Gerente.       | 46   | Uma            | Uma                                       | Kador                                     | 7.ma Eliminada de Expeditie Robinson 2002  | 21 días |
| Keo Freysen Enfermera.           | 24   | Mensirip       | Mensirip                                  |                                           | Abandona Por lesión                        | 18 días |
| Raymond Grave Mecánico.          | 42   | Mensirip       | Uma                                       | Abandona Voluntariamente                  | 14 días                                    |         |
| Walter DeSmedt Director.         | 36   | Mensirip       | Uma                                       | 4.to Eliminado de Expeditie Robinson 2002 | 12 días                                    |         |
| Annelies Marten Estudiante.      | 24   | Uma            | Mensirip                                  | 3.ra Eliminada de Expeditie Robinson 2002 | 9 días                                     |         |
| Meintje Brand Gerente.           | 30   | Uma            |                                           | 2.da Eliminada de Expeditie Robinson 2002 | 6 días                                     |         |
| Danny Giles Estudiante.          | 19   | Mensirip       | 1.er Eliminado de Expeditie Robinson 2002 | 3 días                                    |                                            |         |

## Desarrollo

### Competencias
| Episodio | Emisión                  | Inmunidad       | Eliminado | Salida |
| -------- | ------------------------ | --------------- | --------- | ------ |
| 1        | 15 de septiembre de 2002 | Uma             | Danny     | Día 3  |
| 2        | 22 de septiembre de 2002 | Mensirip        | Meintje   | Día 6  |
| 3        | 29 de septiembre de 2002 | Uma             | Annelies  | Día 9  |
| 4        | 6 de octubre de 2002     | Mensirip        | Walter    | Día 12 |
| 5        | 13 de octubre de 2002    | Mensirip        | Raymond   | Día 14 |
| 6        | 20 de octubre de 2002    | Loes            | Keo       | Día 18 |
| 7        | 27 de octubre de 2002    | Luc             | Nolleke   | Día 21 |
| 8        | 3 de noviembre de 2002   | Olivier         | Mark      | Día 24 |
| 9        | 17 de noviembre de 2002  | Olivier         | Jakobien  | Día 27 |
| 10       | 1 de diciembre de 2002   | Kristina        | Lydia     | Día 30 |
| 10       | 1 de diciembre de 2002   | Kristina        | Deborah   | Día 35 |
| 10       | 1 de diciembre de 2002   | Kristina        | Luc       | Día 38 |
| 11       | 15 de diciembre de 2002  | Derek           | Loes      | Día 42 |
| 12       | 18 de diciembre de 2002  | Derek           | Kristina  | Día 46 |
| Episodio | Emisión                  | Consejo final   | Ganador   | Salida |
| 12       | 18 de diciembre de 2002  | Derek / Olivier | Derek     | Día 46 |

### Jurado Final
| Participante | Puesto     | Vota por |
| ------------ | ---------- | -------- |
| Keo          | 1° Miembro | Derek    |
| Nolleke      | 2° Miembro | Derek    |
| Mark         | 3° Miembro | Derek    |
| Jakobien     | 4° Miembro | Olivier  |
| Lydia        | 5° Miembro | Derek    |
| Deborah      | 6° Miembro | Derek    |
| Luc          | 7° Miembro | Olivier  |
| Loes         | 8° Miembro | Olivier  |
| Kristina     | 9° Miembro | Olivier  |

## Estadísticas Semanales
| Participante | Episodio  | Episodio  | Episodio  | Episodio  | Episodio | Episodio     | Episodio     | Episodio     | Episodio     | Episodio     | Episodio     | Episodio     |  |
| Participante | Equipos   | Equipos   | Equipos   | Equipos   | Equipos  | Individuales | Individuales | Individuales | Individuales | Individuales | Individuales | Individuales |  |
| Participante | 1         | 2         | 3         | 4         | 5        | 6            | 7            | 8            | 9            | 10           | 11           | 12           |  |
| ------------ | --------- | --------- | --------- | --------- | -------- | ------------ | ------------ | ------------ | ------------ | ------------ | ------------ | ------------ |  |
| Derek        | Salvado   | Gana      | Salvado   | Gana      | Gana     | Salvado      | Salvado      | Salvado      | Salvado      | Salvado      | Inmune       | Ganador      |  |
| Olivier      | Salvado   | Gana      | Salvado   | Gana      | Gana     | Salvado      | Salvado      | Inmune       | Inmune       | Salvado      | Salvado      | 2.º Lugar    |  |
| Kristina     | Gana      | Salvada   | Salvada   | Gana      | Gana     | Salvada      | Salvada      | Salvada      | Salvada      | Inmune       | Salvada      | Eliminada    |  |
| Loes         | Gana      | Salvada   | Salvada   | Gana      | Gana     | Inmune       | Salvada      | Salvada      | Salvada      | Salvada      | Salvada      | Eliminada    |  |
| Luc          | Salvado   | Gana      | Salvado   | Gana      | Gana     | Salvado      | Inmune       | Salvado      | Salvado      | Salvado      | Eliminado    |              |  |
| Deborah      | Gana      | Salvada   | Gana      | Salvada   | Salvada  | Salvada      | Salvada      | Salvada      | Salvada      | Eliminada    |              |              |  |
| Lydia        | Gana      | Salvada   | Gana      | Salvada   | Salvada  | Salvada      | Salvada      | Salvada      | Eliminada    |              |              |              |  |
| Jakobien     | Gana      | Salvada   | Gana      | Salvada   | Salvada  | Salvada      | Salvada      | Eliminada    |              |              |              |              |  |
| Mark         | Salvado   | Gana      | Gana      | Salvado   | Salvado  | Salvado      | Eliminado    |              |              |              |              |              |  |
| Nolleke      | Gana      | Salvada   | Gana      | Salvada   | Salvada  | Reingresa    | Eliminada    |              |              |              |              |              |  |
| Keo          | Salvada   | Gana      | Salvada   | Gana      | Gana     | Abandona     |              |              |              |              |              |              |  |
| Raymond      | Salvado   | Gana      | Gana      | Salvado   | Abandona |              |              |              |              |              |              |              |  |
| Walter       | Salvado   | Gana      | Gana      | Eliminado |          |              |              |              |              |              |              |              |  |
| Annelies     | Gana      | Salvada   | Eliminada |           |          |              |              |              |              |              |              |              |  |
| Meintje      | Gana      | Eliminado |           |           |          |              |              |              |              |              |              |              |  |
| Nele         | Eliminado |           |           |           |          |              |              |              |              |              |              |              |  |

Competencia en equipos (Días 1-20)
     El participante gana junto a su equipo y continua en competencia.
     El participante pierde junto a su equipo pero no es eliminado.
     El participante pierde junto a su equipo y posteriormente es eliminado.
     El participante es eliminado, pero vuelve a ingresar.
     El participante abandona la competencia.
Competencia individual (Días 21-46)
     Ganadora de Expeditie Robinson 2002.
     2°.Lugar de Expeditie Robinson 2002.
     El participante gana la competencia y queda inmune.
     El participante pierde la competencia, pero no es eliminado.
     El participante es eliminado de la competencia.